# Jean-Baptiste Dumas
Jean-Baptiste André Dumas (Alès (Gard), 15 juli 1800 – Cannes, 11 april 1884) was een Franse scheikundige.
Dumas bepaalde de molaire massa van heel wat scheikundige elementen en bestudeerde ook amylalcohol. Hij was lid van de Académie française. Hij is een van de 72 Fransen wier namen in reliëf op de Eiffeltoren zijn aangebracht.